# 12:00
[12:00] (letto "midnight") è il terzo EP del gruppo femminile sudcoreano Loona. È stato pubblicato il 19 ottobre 2020 dalla Blockberry Creative, distribuito dalla Kakao M e prodotto dal produttore discografico e fondatore della SM Entertainment Lee Soo-man. Haseul non ha potuto partecipare alle registrazioni e alle promozioni dell'album poiché in pausa a causa di un disturbo d'ansia.

## Tracce
1. 12:00 – 1:13 (musica: Coach & Sendo)
2. Why Not? – 3:25 (testo: Hwang Yoo-bin – musica: Will Simms, Sondre Nystrom, Julia Finnseter, Ellen Berg)
3. Voice (목소리; Moksori) – 3:18 (testo: makeumine works, JQ – musica: Jesse Saint John, Georgia Ku, Trackside)
4. Fall Again (기억해; Gieokae) – 3:35 (testo: Kim Yeon-seo – musica: Dsign Music, JINBYJIN, Kim Yeon-seo)
5. Universe – 3:34 (testo: Jo Yoon-kyung – musica: Daniel Durn, Katrine Neya Klith Joergensen, Peter Wallevik)
6. Hide & Seek (숨바꼭질; Sumbakkokjil) – 3:02 (testo: Moon Hye-min – musica: Paulos Solbo, Fredrik Raadal-Simonsen, Matilda Frommegård)
7. Oops! – 2:42 (testo: Kim Yeon-seo – musica: Phat Fabe, Harry Sommerdahl, Kim Yeon-seo, Matilda Frommegård)
8. Star (Voice English Version) – 3:18 (testo: Jesse Saint John, Georgia Ku, Trackside – musica: Jesse Saint John, Georgia Ku, Trackside)

Durata totale: 24:07

## Classifiche
| Classifica (2020)                 | Posizione massima |
| --------------------------------- | ----------------- |
| South Korean Albums (Gaon)        | 4                 |
| UK Digital Albums (OCC)           | 15                |
| US Heatseekers Albums (Billboard) | 1                 |